# Хамад ибн Иса Аль Халифа (хаким)
Хамад I ибн Иса Аль Халифа (араб. حمد بن عيسى آل خليفة‎; ок. 1872 — 20 февраля 1942, Румайтия, мухафаза Хавалли, Кувейт) — 9-й властитель (хаким) Бахрейна (с 9 декабря 1932 года до смерти). Из династии Аль Халифа.

## Биография
Второй сын 8-го хакима Бахрейна шейха Исы ибн Али (старший брат умер в 1893 году). Получил домашнее образование.
Возглавлял городское управление Манамы в 1920—1929 годах. Провозглашён наследным принцем 26 мая 1923 года.
Наследовал отцу 9 декабря 1932 года. Официально вступил в должность 9 февраля 1933 года.
Был удостоен британских наград:
- командор ордена Индийской империи (3 июня 1921; вследствие этого имел право на титул «сэр»),
- кавалер ордена Звезды Индии (1 января 1935).

Основал орден Аль Халифа трёх степеней 7 февраля 1940 года.
Похоронен на кладбище ар-Рифа.

## Семья
Был женат четыре раза.
- Примерно в 1894 году женился на родственнице, бывшей к тому времени вдовой его старшего брата.
- Второй его женой была его троюродная сестра — дочь шейха Салмана ибн Дуайджа Аль Халифы (внука хакима Халифы ибн Салмана).
- Третьей — ещё одна троюродная сестра, шейха Аиша бинт Рашид, внучка хакима Мухаммеда ибн Халифы.
- 28 июня 1934 года вступил в четвёртый брак — с внучкой имама шейха Али.

Оставил не менее 10 сыновей:
1. хаким Салман ибн Хамад (сын второй жены)
2. шейх Али (1898—?)
3. шейх Рашид (1902—1916)
4. шейх Мубарак (1910—?; сын второй жены)
5. шейх Абдалла (1911—?; сын второй жены)
6. шейх Дуайдж (1915—?; сын второй жены)
7. шейх Ахмед (1918—?; сын второй жены)
8. шейх Халифа
9. шейх Ахмед (ок. 1920—?)
10. шейх Ибрахим